# Мазеас, Гийом
Гийом Мазеас (фр. Guillaume Mazéas; 2 августа 1720, Ван, Франция — 13 сентября 1775, там же) — французский учёный; переводчик английских научных трудов на французский язык.
Член Лондонского королевского общества (1752), член-корреспондент Парижской академии наук.

## Биография
Гийом Мазеас родился в 1720 году в городе Ван в семье нотариуса и прокурора Матюрена Мазеаса. У него был старший брат, Жан-Матюрен (1713—1801), вместе с которым отец отправил его в Париж учиться в Наваррском коллеже.
После окончания обучения братья начинают работать в церковной сфере, что не мешает им также начать свою научную карьеру. Жан-Матюрен отличался своими педагогические навыками; в 1774 году (по другим сведениям, уже после смерти брата, в 1777 году) он публикует работу «Éléments d’arithmétique, d’algèbre et de géométrie».
Гийом Мазеас погиб 13 сентября 1775 по неизвестным причинам.